# Atanasz Uzunov
Atanasz Uzunov (bolgárul: Атанас Узунов) (Plovdiv, 1955. november 10. –) bolgár nemzetközi labdarúgó-játékvezető, sportvezető.

## Pályafutása
A játékvezetői vizsgát 1979-ben szerezte meg. 1987-ben lett az I. liga játékvezetője. Hazájában egyesek (például a korábbi aranylabdás Hriszto Sztoicskov) a legjobb játékvezetőnek tartják. Az aktív nemzeti játékvezetéstől 2001-ben vonult vissza.
A Bolgár labdarúgó-szövetség Játékvezető Bizottsága (JB) 1990-ben terjesztette fel nemzetközi játékvezetőnek, a Nemzetközi Labdarúgó-szövetség (FIFA) bíróinak keretébe. UEFA besorolás szerint a "mester" kategóriában tevékenykedik. A bolgár nemzetközi játékvezetők rangsorában, a világbajnokság-Európa-bajnokság sorrendjében többedmagával az 1. helyet foglalja el 11 találkozó szolgálatával. Európai-kupamérkőzések irányítójaként az örök ranglistán a 82. helyet foglalja el 34 találkozó vezetésével. Az aktív nemzetközi játékvezetéstől 2001-ben, a FIFA 45 éves korhatárát elérve búcsúzott.
Az 1994-es labdarúgó-világbajnokság és az 1998-as labdarúgó-világbajnokság, továbbá a 2002-es labdarúgó-világbajnokság selejtezőin a FIFA JB bíróként alkalmazta.
| Időpont              | Helyszín                        | Mérkőzés típusa                                            | Mérkőzés                         | Eredmény | Nézők száma |
| -------------------- | ------------------------------- | ---------------------------------------------------------- | -------------------------------- | -------- | ----------- |
| 1993. június 2.      | Pittodrie Stadion, Aberdeen     | 1994-es labdarúgó-világbajnokság előselejtező (1. csoport) | Skócia–Észtország                | 3 : 1    | 14 309      |
| 1996. október 8.     | Renato DallAra Stadion, Bologna | 1998-as labdarúgó-világbajnokság előselejtező (1. csoport) | Bosznia-Hercegovina–Horvátország | 1 : 4    | 1 500       |
| 1997. május 7.       | Olimpiai Stadion, Kijev         | 1998-as labdarúgó-világbajnokság előselejtező (9. csoport) | Ukrajna–Örményország             | 1 :      | 50 000      |
| 1997. szeptember 10. | Üllői út Stadion, Budapest      | 1998-as labdarúgó-világbajnokság előselejtező (3. csoport) | Magyarország–Azerbajdzsán        | 3 : 1    | 10 000      |
| 2000. október 7.     | Luz Stadion, Lisszabon          | 2002-es labdarúgó-világbajnokság előselejtező (1. csoport) | Portugália–Írország              | 1 : 1    | 43 500      |

Az 1996-os labdarúgó-Európa-bajnokság selejtezőin az UEFA JB játékvezetőként foglalkoztatta.
| Időpont             | Helyszín                       | Mérkőzés típusa                                              | Mérkőzés                   | Eredmény | Nézők száma |
| ------------------- | ------------------------------ | ------------------------------------------------------------ | -------------------------- | -------- | ----------- |
| 1994. október 12.   | Köztársaság Stadion, Kijev     | 1996-os labdarúgó-Európa-bajnokság előselejtező (4. csoport) | Ukrajna–Szlovénia          | 0 : 0    | 8 500       |
| 1995. június 1.     | Rasunda Stadion, Stockholm     | 1996-os labdarúgó-Európa-bajnokság előselejtező (3. csoport) | Svédország–Izland          | 1 : 1    | 25 676      |
| 1996. június 13.    | Villa Park Stadion, Birmingham | 1996-os labdarúgó-Európa-bajnokság selejtező (A. csoport)    | Svájc–Hollandia            | 0 : 2    | 36 800      |
| 1998. október 14.   | Spyridon Louis Stadion, Athén  | 2000-es labdarúgó-Európa-bajnokság előselejtező (2. csoport) | Görögország–Grúzia         | 3 : 0    | 12 681      |
| 1999. szeptember 8. | Razdan Stadion, Jereván        | 2000-es labdarúgó-Európa-bajnokság előselejtező (4. csoport) | Örményország–Franciaország | 2 : 3    | 14 500      |
| 1999. augusztus 21. | Maksimir Stadion, Zágráb       | előselejtező (8. csoport)                                    | Horvátország–Málta         | 2 : 1    | 20 000      |

Vezetett Bajnokok Ligája-mérkőzéseket is.
| Időpont           | Helyszín                          | Mérkőzés típusa                        | Mérkőzés                       | Eredmény |
| ----------------- | --------------------------------- | -------------------------------------- | ------------------------------ | -------- |
| 1995. október 18. | Santiago Bernabéu Stadion, Madrid | Bajnokok Ligája-selejtező (D. csoport) | Real Madrid CF–Ferencvárosi TC | 6 : 1    |

## Sportvezetőként
Az aktív pályafutását befejezve a bolgár JB elnöke lett, de pozíciójáról rövid idő után lemondott.